# Substancja węglista
Substancja węglista – substancja pochodzenia organicznego, powstała z cząstek pochodzących wprost lub pośrednio z żywych organizmów zwierzęcych lub roślinnych, zawierająca w swym składzie dużą ilość związków organicznych, których głównym składnikiem jest węgiel.
Substancja węglista występuje w postaci okruchów lub laminarnych skupień w skałach osadowych i skaleniach, m.in. w lidycie i iłowcu.